# جوي كروكس
جوي كروكس هي مغنية وكاتبة أغاني بريطانية ولد في 9 أكتوبر 1998.

## روابط خارجية
جوي كروكس على موقع IMDb (الإنجليزية)
- جوي كروكس على موقع ميوزك برينز (الإنجليزية)
- جوي كروكس على موقع أول ميوزيك (الإنجليزية)
- جوي كروكس على موقع ديسكوغز (الإنجليزية)